# Jo Sunde
Jo Gladsøy Sunde (Molde, 27 de abril de 2003) é um voleibolista indoor e jogador de vôlei de praia norueguês, e que foi medalhista de prata no Campeonato Europeu de Vôlei de Praia Sub-20 de 2021 a Turquia e medalhista de ouro no Campeonato Europeu Sub-22 de 2023 na Romênia.

## Carreira
Estreava ao lado de Markus Mol no Campeonato Europeu Sub-18 em Baden .Em 2020, ao lado de Max Fosselie conquistou o campeonato norueguês Sub-19, sendo o segundo título na categoria consecutivamente, e esteve vinculado ao clube Molde VBK, quando atuou de ponteiro.
Em 2021, ao lado de Markus Mol conquista a medalha de prata no Campeonato Europeu Sub-20 em Esmirna
Na temporada de 2022, esteve  ao lado de Svein Solhaug, e conquistou o nono lugar no Campeonato Europeu Sub-20 ao lado de Syver Klungsøyr, no circuito mundial estreou com Nils Ringøen no Future de Varsóvia, terminando em quinto no Future de Mysłowice jogando com Markus Mol, depois, com Nils Ringøen foi semifinalista no Future de Montpellier, retomando com Markus Mol e conquistando o título do Future de Varsóvia, terminaram ainda na trigésima terceira posição nos dois eventos Challenge em Dubai.
Na jornada de 2023,  iniciou com Markus Mol no Future de Madrid,  depois voltou atuar com Nils Ringøen no Future de Spiez, tem ambas ficaram na nona colocação, depois, com Markus Mol conquistaram o título do Future de IOS, o terceiro lugar no Future de Helsínquia, ainda conquistaram o título do Campeonato Europeu Sub-22 de 2023 em Timișoara

## Títulos e resultados
- Future de Varsóvia (II) do Circuito Mundial de Vôlei de Praia de 2023
- Future de Brno do Circuito Mundial de Vôlei de Praia de 2023
- Future de IOS do Circuito Mundial de Vôlei de Praia de 2023
- Future de Varsóvia do Circuito Mundial de Vôlei de Praia de 2022
- Future de Helsínquia do Circuito Mundial de Vôlei de Praia de 2023
- Future de Montpellier do Circuito Mundial de Vôlei de Praia de 2022